# Le Freney-d'Oisans
Le Freney-d'Oisans este o comună în departamentul Isère din sud-estul Franței. În 2009 avea o populație de 272 de locuitori.

## Evoluția populației
| An        | 1975 | 1982 | 1990 | 1999 | 2006 | 2009 |
| --------- | ---- | ---- | ---- | ---- | ---- | ---- |
| Populație | 133  | 180  | 177  | 221  | 270  | 272  |